# Katrina Leskanich
Katrina Leskanich (teljes nevén Katrina Elizabeth Leskanich; Topeka, Kansas, 1960. április 10. –) amerikai énekesnő, a Katrina and the Waves zenekar énekeseként vált ismertté. Az 1997-es Eurovíziós Dalfesztivált az Egyesült Királyság színeiben nyerte meg a Love Shine a Light című számával.
Katrina az Amerikai Egyesült Államokban született, 5 testvérével itt is éltek, mígnem a család Európába nem költözött. Néhány évet Németországban és Hollandiában éltek, majd 1976-ban Londonba költöztek, ahol Katrina jelenleg is él.
Miután 1999-ben kiszállt a Katrina and the Wavesből, a BBC Radio 2-nél vezetett egy naponta jelentkező többórás esti adást, és a „Leader of the Pack” c. musicalben ő alakítja a főszereplőt, Ellie Greenwichet.
2005-ben ő és a lett Reinārs Kaupers volt a házigazdája a jubileumi 50. Eurovíziós Dalfesztivál ünnepségének, a Congratulationsnek.
2006-ban jelent meg szólóalbuma, a „Katrina Leskanich”.